# Listă de actori polonezi
Aceasta este o listă de actori polonezi:

Cuprins: Început - 0–9 A B C D E F G H I J K L M N O P Q R S T U V W X Y Z

## A
- Piotr Adamczyk

## B
- Arkadiusz Bazak
- Maciej Bernatt-Reszczyński
- Waldemar Błaszczyk
- Wojciech Bogusławski
- Robert Boelke

## C
- Michał Coganianu
- Stanisław Czaderski
- Henryk Czarnecki
- Henryk T. Czarnecki
- Waldemar Czyszak
- Zbigniew Cybulski

## D
- Józef Damse

## F
- Grzegorz Forysiak
- Mieczysław Franaszek

## K
- Józef Karbowski
- Waldemar Kasta
- Bogusław Kierc
- Jan Koecher
- Grzegorz Komendarek
- Jerzy Kossowski
- Maciej Kowalewski
- Władysław Krogulski (1843–1934)
- Adam Krylik
- Sławomir Kuczkowski
- Jan Kurnakowicz

## L
- Marcin Latałło

## Ł
- Andrzej Łapicki
- Tadeusz Łomnicki

## M
- Tomasz Machciński
- Zygmunt Malanowicz
- Adam Marszalik
- Jerzy Matysiak
- Michał Melina
- Tadeusz Morawski

## N
- Leon Niemczyk
- Jerzy Nowak

## O
- Daniel Olbrychski
- Albin Ossowski

## P
- Juliusz Pfeiffer
- Ireneusz Plater-Zyberk
- Michał Pluciński
- Stanisław Płonka-Fiszer
- Aleksander Podwyszyński
- Bogdan Potocki
- Wojciech Pszoniak
- Marek Pyś

## R
- Jerzy Radziwiłowicz
- Rafał Romaniuk
- Jan Rudnicki
- Edmund Rygier
- Franciszek Ryll

## S
- Rudi Schuberth
- Andrzej Seweryn
- Jacek Skiba
- Kazimierz Michał Skibiński
- Florian Adam Skomorowski
- Krzysztof Soszyński
- Konrad Strycharczyk
- Jerzy Stuhr
- Bolesław Szczurkiewicz
- Jarosław Szmidt
- Janusz Sztyber
- Władysław Szymanowski

## Ś
- Tadeusz Śliwiak
- Jan Świderski

## T
- Tomasz Tesznar

## U
- Wacław Ulewicz
- Artur Urbański

## W
- Jakub Wieczorek
- Marek Wysocki
- Piotr Wysocki

## Z
- Stefan Zach
- Stanisław Zaczyk
- Jan Kazimierz Zieliński
- Włodzisław Ziembiński